# Carta de la lengua francesa
La Carta de la Lengua Francesa es una ley (Ley 101) en la que se definen los derechos lingüísticos de todos los ciudadanos de Quebec y se declara oficial el idioma francés en agosto de 1977 durante el mandato de René Lévesque. La ley surgió 3 años después de la Ley sobre el Idioma Oficial (Ley 22), pasada por el gobierno anterior en julio de 1974. Antes de esta fecha, Quebec era la única provincia bilingüe (inglés/francés) de Canadá.

## Objetivo
Al inicio de esta Carta se estipula que la Asamblea Nacional de Quebec está resuelta a hacer del idioma francés la lengua del Estado y de la Legislación, así como la lengua de enseñanza y de trabajo, de las comunicaciones, del comercio y de los negocios.
De igual forma, se menciona que la Asamblea Nacional espera alcanzar este objetivo en un ambiente de justicia y de apertura, respecto a las instituciones de la comunidad quebequense de habla inglesa, a la que se permite estudiar en su lengua, y de otras minorías étnicas, reconociendo su contribución al desarrollo de Quebec.
Por último, se les reconoce a los amerindios y a los inuit de Quebec, descendientes de los primeros habitantes del país, el derecho de mantener y desarrollar sus lenguas y culturas de origen.